# Nosodendron oblongum
Nosodendron oblongum är en skalbaggsart som beskrevs av Champion 1923. Nosodendron oblongum ingår i släktet Nosodendron och familjen almsavbaggar. Inga underarter finns listade i Catalogue of Life.